# Chestnut Lodge
 (signalé en août 2025).
Si vous disposez d'ouvrages ou d'articles de référence ou si vous connaissez des sites web de qualité traitant du thème abordé ici, merci de compléter l'article en donnant les références utiles à sa vérifiabilité et en les liant à la section « Notes et références ».
- Archive Wikiwix
- Bing
- Cairn
- DuckDuckGo
- E. Universalis
- Gallica
- Google
- G. Books
- G. News
- G. Scholar
- Persée
- Qwant
- (zh) Baidu
- (ru) Yandex
- (wd) trouver des œuvres sur Wikidata

Pour les articles homonymes, voir Chestnut et Lodge.
Chestnut Lodge (précédemment connu sous le nom de Woodlawn Hotel) est un bâtiment historique de Rockville, Maryland, États-Unis, qui abrite une institution psychiatrique. Situé sur  West Montgomery Avenue , il fait partie du quartier historique du même nom.

## Histoire

### Débuts
En 1886, Charles G. Willson missionne un architecte pour construire une résidence de vacances en briques de quatre étages sur un terrain de 5 acres (2.0 ha) qu'il a acheté à l'ouest de Rockville. Pendant la construction, Wilson fait faillite et le bâtiment inachevé est racheté pour 6.000$ par Mary J. Colley (la propriétaire de l'hôtel Clarendon à Washington, D.C.) et son partenaire Charles W. Bell. Le bâtiment est ouvert sous le nom de Woodlawn Hotel au printemps 1889. L'hôtel se vantait d'avoir des sonnettes électriques, l'éclairage au gaz et 40 chambres d'ami de luxe. Hébergeant de riches visiteurs venus de Washington pendant la saison estivale, l'établissement  connaît un beau succès au départ.
En 1900, les responsables locaux refusent à la Washington & Rockville Railway de mettre en place un service de tramway avant que la société n'accepte d'étendre les voies jusqu'à Courthouse Square à l'ouest de l'hôtel. Après environ dix ans de prospérité, la fortune de l'hôtel décline car bon nombre de résidents semi-permanents s'installent dans leur nouvelle demeure à Rockville. En 1906, les propriétaires, lourdement endettés, se voient dans l'obligation de vendre le bâtiment et le terrain aux enchères.

### Hôpital psychiatrique
L'hôtel est racheté par Ernest Luther Bullard (1859–1931), un chirurgien et professeur en psychiatrie et neurologie originaire de Milwaukee, Wisconsin, qui rénove le bâtiment et y installe, en 1910, un sanatorium où soigner des personnes malades des nerfs ou atteintes de maladies mentales. L'établissement est appelé Chesnut Lodge en référence aux 125 châtaigniers présents sur le terrain alentour.
Pendant des années, Bullard était le seul physicien de l'établissement mais pas moins de trois générations de la famille Bullard auront travaillé dans cet hôpital privé au cours des 75 années suivantes. De nombreux thérapeutes renommés au niveau national ont ainsi œuvré à Chestnut Lodge au fil des ans. Citons, par exemple, le psychiatre psychanalytique Clarence Edward Bunge, Frieda Fromm-Reichmann, Wayne Fenton, Thomas McGlashan, Harold Searles, et Otto Allen Will Jr  L'hôpital a été le site où ont été effectuées une série d'études importantes sur le traitement à long terme des affections psychiatriques. Ces études sont connues sous le nom de Chestnut Lodge studies.
Dans les années 1950 et 1960, Marian Chace, innovante danse-thérapeute, y organise régulièrement des séances de danse-thérapie avec des groupes de patients. Judith Richardson Bunney lui succède dans son travail et dans les années 1960 et 70, Donn B. Murphy y anime un groupe de psychodrame à destination des patients. L'un des composants thérapeutiques de base de Chestnut Lodge était d'encourager l'individualité des patients et du personnel  de l'établissement, En effet, il a été démontré que cela stimulait la créativité et que les deux groupes en tiraient avantage pour surmonter les pressions sociales auxquelles ils étaient confrontés.
Le travail d'ordre psychiatrique réalisé à Chestnut Lodge est détaillé dans l'ouvrage "The Mental Hospital" paru en 1954. Ce livre donne un aperçu des aspects positifs et négatifs du traitement des affections mentales à l'époque. Écrit par  trois psychiatres, ce travail approfondit les nombreux facteurs influençant les interactions des patients avec le personnel.
En 1980, Rafael Osheroff, néphrologue, poursuit Chestnut Lodge en justice pour négligence. Dans sa plainte, Osheroff affirme que "le personnel ne lui a pas fourni de traitement médicamenteux, préférant le soigner en utilisant le modèle psychodynamique et la psychologie sociale". Le procès a été clos en 1987 à la suite d'un arrangement à l'amiable entre les deux parties.
En 1987, Chestnut Lodge est racheté par CPC Health et obtenu, en 2001, par la Washington Waldorf School lorsque CPC Health fait faillite. En décembre 2003, la propriété est transmise à la société  Chestnut Lodge Properties, Inc.

### Reconversion
En 2008, un plan de reconversion approuvé par les représentants du territoire, prévoit de transformer le bâtiment principal en appartements et de construire des logements haut de gamme à proximité. Le petit bois de châtaigniers ainsi que certaines des façades originales du bâtiment devaient être préservés.
Le dimanche 7 juin 2009, aux environs de trois heures du matin, un incendie s'est déclaré dans le bâtiment inoccupé qui s'est écroulé. Pas de blessés et aucune cause immédiate avancée.